# Nathan Mendelssohn (Violinist)

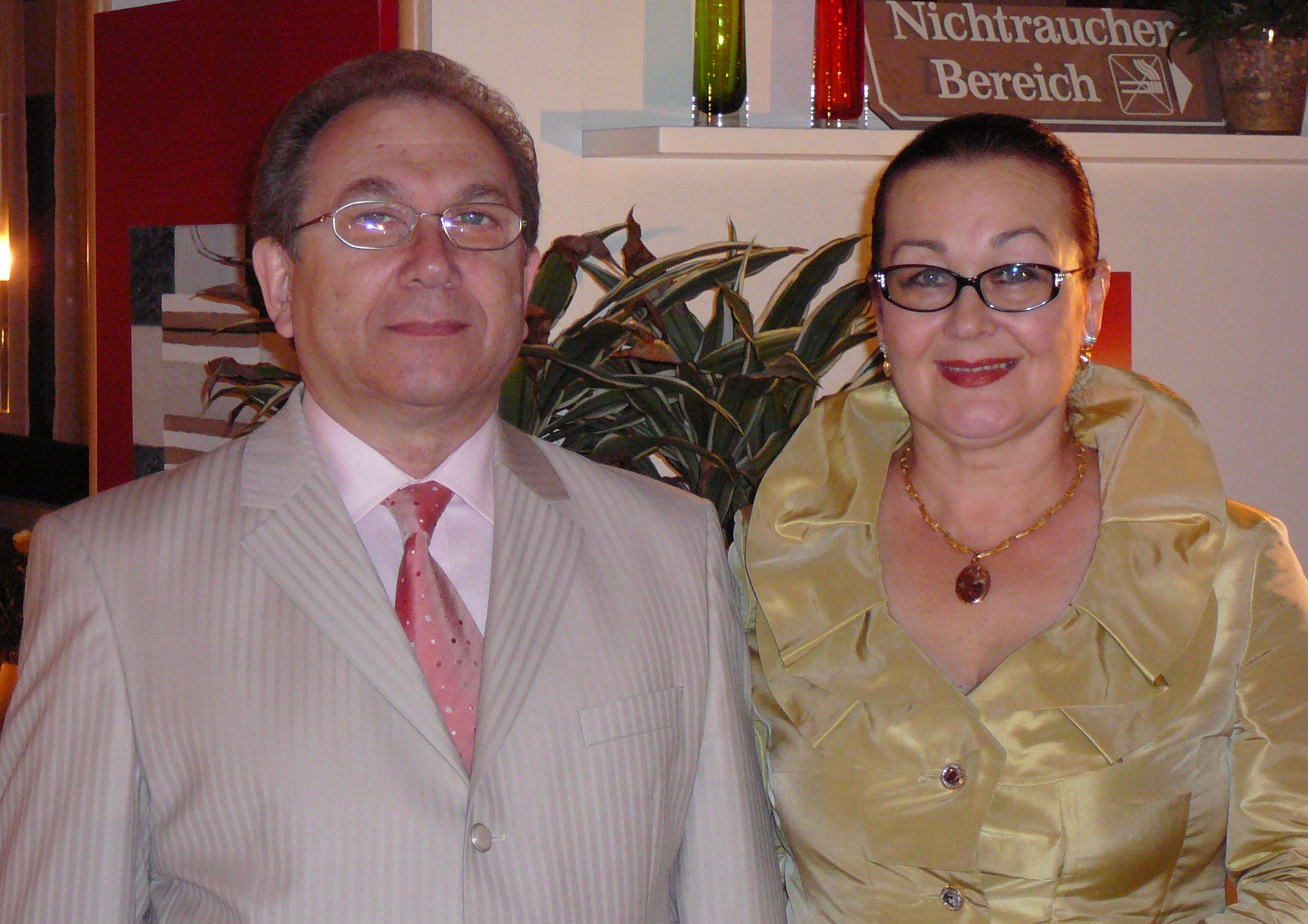
Nathan Mendelssohn
mit Ehefrau Nadezhda

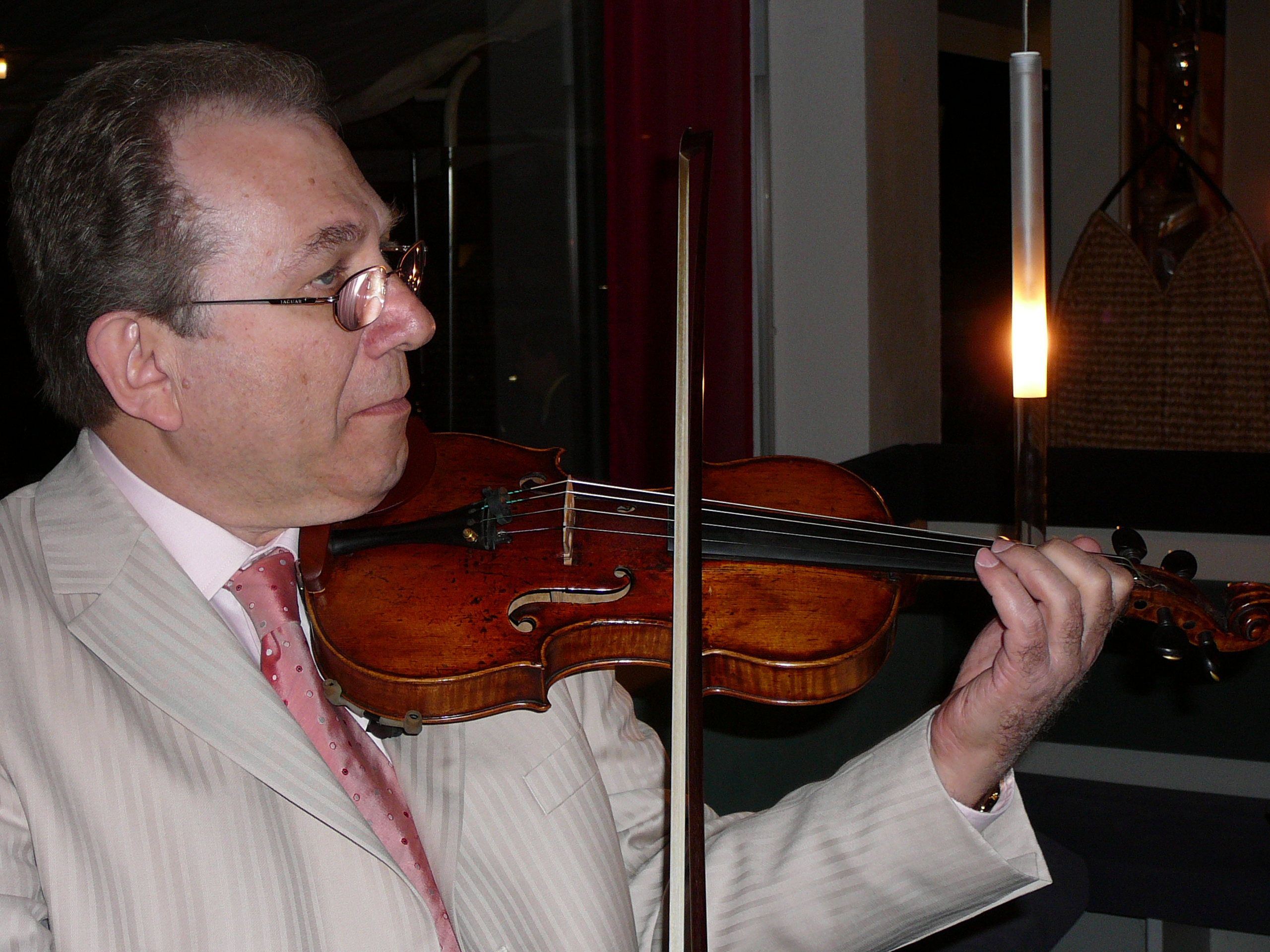
Nathan Mendelssohn

Nathan Mendelssohn (russisch Натан Мендельсон/Natan Mendelson; * 1942 in Taschkent, Usbekische SSR, Sowjetunion) ist ein usbekischer Violinist und Violinpädagoge.

## Leben
Mendelssohn erhielt seinen ersten Violin-Unterricht bei seinem Onkel Naum Power, selbst ein bekannter Violinist und Schüler von Abraham Jampolsky. Mit sieben Jahren kam Mendelssohn an die bekannte „Uspensky-Schule“, ein Musikgymnasium für musikalisch hochbegabte Kinder, das dem Staatlichen Konservatorium Usbekistans in Taschkent angeschlossen ist.
Elf Jahre später schloss er seine Ausbildung mit Auszeichnung ab und studierte am Konservatorium Taschkent. Schon während und nach dem Studium gab er Solokonzerte und trat mit verschiedenen sowjetischen Orchestern im Gebiet der Sowjetunion auf. Außerdem gab er Unterricht an der Musikschule in Samarkand, später in Taschkent. In den Jahren von 1966 bis 1971 war Mendelssohn Konzertmeister beim Staatlichen Philharmonischen Orchester von Usbekistan.
Von 1969 bis zum Jahr 2000 war Mendelssohn zunächst Dozent, später Professor an seiner früheren Schule, dem Uspensky-Musikgymnasium, und bildete während dieser 31 Jahre zahlreiche Violinisten aus, die heute international erfolgreich sind (siehe unten). Im Jahr 1991 wurde er in die höchstmögliche Lehramtskategorie befördert. Schließlich wurde er 1992 zum Leiter der Streicher-Abteilung befördert, also zum Vorgesetzten aller Streichinstrumenten-Lehrer, und anschließend zum Professor ernannt.
Nach dem Zerfall der Sowjetunion und seit der Selbständigkeit der Republik Usbekistan (1991) machte Mendelssohn mit seinen Schülern viele Konzertreisen u. a. nach Griechenland, Italien, Deutschland (darunter etliche Male in Bad Kissingen), England, Frankreich und in die Türkei. Seine Schüler gewannen unter seiner Führung zahlreiche Preise bei internationalen Violinwettbewerben in Usbekistan, Kasachstan, Ukraine, Russland, Litauen, Türkei, England, Italien, Spanien, Frankreich und in den USA und bestätigten damit Mendelssohns hohe Qualifikation als Lehrmeister.
Als Partnerin und Begleiterin am Klavier hatte er immer seine Ehefrau Nadezhda an seiner Seite, Pianistin und ebenfalls Dozentin am Uspensky-Musikgymnasium in Taschkent.
Mendelssohn gab Meisterkurse, hielt Vorträge und war 1995, 1996 und 2005 Mitglied der Jury beim Internationalen Violinwettbewerb „Premio Rodolfo Lipizer“ in Görz (Italien) und 1996 am Bach-Musikgymnasium in Berlin. Neben seiner intensiven Lehrtätigkeit dirigierte Mendelssohn das usbekische Kammerorchester, mit dem auch immer wieder seine Schüler als Solisten auftraten.
Im Jahr 2000 übersiedelte Mendelssohn mit seiner Familie und seiner Mutter nach Bad Kissingen, wohin schon Jahre zuvor sein Bruder Eduard, ebenfalls Violinist und Jazzmusiker, mit Familie übergesiedelt war. Hier unterrichtet er heute an der städtischen Musikschule und gibt auch wieder private Meisterkurse. Zu seinen heutigen Schülern (2007) gehören Veronika Straub (* 1991) aus Stralsbach (Landkreis Bad Kissingen), im Jahr 2007 mit jeweils höchster Punktzahl (25 Punkte) Gewinnerin des Regional- und Landeswettbewerbs (Bayern) sowie Preisträgerin (3. Platz mit 20 Punkten) des Bundeswettbewerbs 2007 von „Jugend musiziert“, und Daria Azova (* 1998) aus Hanau, die kleine Schwester der usbekischen Violinistin Maria Azova.

## Auszeichnungen (Auswahl)
Im Jahr 1989 wurde ihm von der Regierung der Republik Usbekistan der Ehrentitel „Verdienter Mitarbeiter der usbekischen Kultur“ verliehen.

## Bekannte Schüler (Auswahl)
- Maria Azova (* 1983)
- Alie & Lilya Bekirova (* 1982)
- Ada Cherkasskaja, beim Israel Philharmonic Orchestra in Tel Aviv unter Zubin Mehta
- Vladlen Chernomor (* 1978)
- Margarita Dimov
- Anton Jivaev (* 1976)
- Elina Kalendareva
- Daniel Khalikov (* 1984)
- Mikhail Kibardin (* 1974)
- Dima Melkumov, in Chicago
- Marina Sarkisova (* 1982)

| Personendaten    | Personendaten                          |
| ---------------- | -------------------------------------- |
| NAME             | Mendelssohn, Nathan                    |
| ALTERNATIVNAMEN  | Mendelsson, Nathan                     |
| KURZBESCHREIBUNG | usbekischer Violinist und Geigenlehrer |
| GEBURTSDATUM     | 1942                                   |
| GEBURTSORT       | Taschkent, Usbekische SSR, Sowjetunion |